# El Hecho
El Hecho är en ort i Mexiko.   Den ligger i kommunen Ahome och delstaten Sinaloa, i den västra delen av landet, 1 300 km nordväst om huvudstaden Mexico City. El Hecho ligger 5 meter över havet och antalet invånare är 212.
Terrängen runt El Hecho är mycket platt. Havet är nära El Hecho åt sydväst. Runt El Hecho är det ganska tätbefolkat, med 83 invånare per kvadratkilometer. Närmaste större samhälle är Poblado Número Cinco, 9,0 km sydost om El Hecho. Trakten runt El Hecho består till största delen av jordbruksmark.